# ناف

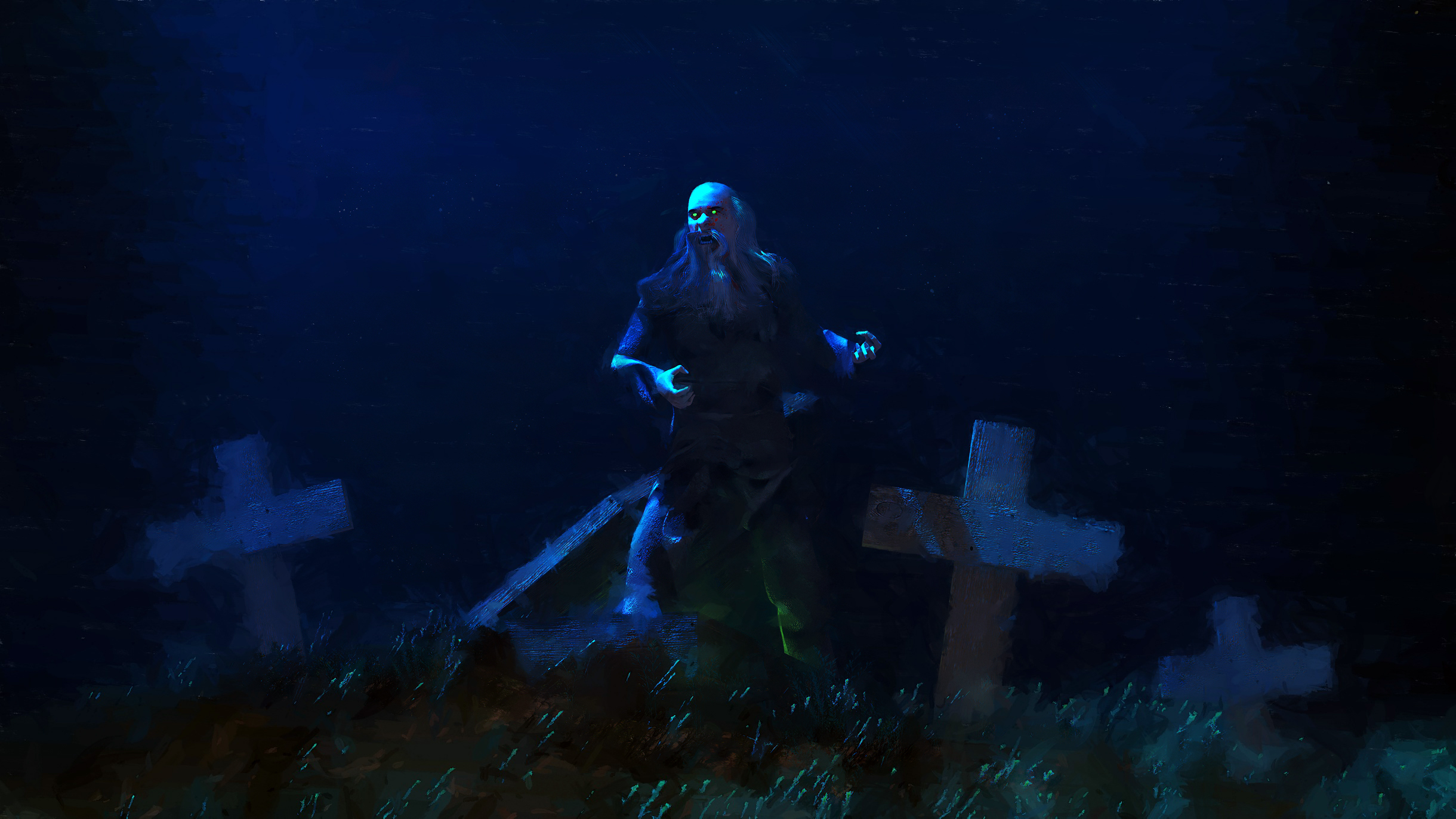
مخلوق من المعتقدات الشعبية السلافية، جثة تشرب الدماء تخرج من القبر

ناف (بالكرواتية والتشيكية والسلوفاكية: ناف، أما البولندية: ناويا، أما الروسية: Навь، وبالصربية: Нав، أما بالسلوفينية: Navje، وبالاوكرانية: Мавка وينطق مافكا، أو Нявка وينطق نيافكا) هي عبارة تستخدم للدلالة على أرواح الموتى في الأساطير السلافية. وصيغة المفرد هي (ناف أو ناويا). كما تستخدم أيضا للإشارة إلى العالم السفلي كما يمكن أن تشير لما يوجد تحت الفيراج (الجنة أو الفردوس).

## أصل الكلمة
كلمة ناويا وناف وكل ما يشابهها على الأغلب أصلهم آتٍ من السلافية البدائية والتي تعني «الجثة» أو «المتوفى».

## الناف باعتبارها روح
الناوي أو الناوكي أو كما يشيرون له أحيانا لالكي(كلها صيغة جمع) هو اسم لأرواح الموتى، بناء على بعض الباحثين (تحديدا ستانيساو أوربازيك من بين الجميع) هذه الكلمة كانت اسم عام للشياطين التي كانت أرواحا ماتت موتة مأساوية أو موت الأطفال والقتلة والسحرة والقتلى ومن ماتوا غرقا. قيل بأنهم معادين للبشر ولا يحبونهم لأنهم يغارون من كونهم أحياء. توجد في الحكايات الشعبية البلغارية 12 نافياز (جمع ناف) امتص دم امرأة أثناء الولادة، بينما أظهر تسجيل الأحداث الروثنية الأولي الناف بأنه تجسيد شيطاني لوباء سنة 1092 في بولوتسك. تنص القصص الشعبية أن الناوي يأخذ هيئة الطيور.

## الناف باعتبارها إشارة للعالم السفلي
عبارة ناويا أو ناف تستخدم كاسم لعالم السلافية السفلي الذي يحكمه الإله فيليس ويفصله عن العالم الحقيقي إما ببحر أو نهر، وبناء على ما آمن به البعض فموقعه تحت الأرض. قيل في الحكايات الروثنية الشعبية أن فيليس يعيش في مستنقع في وسط الناف حيث يجلس فوق عرش من الذهب على شجرة محور العالم حاملا سيفًا.
كما أن الناف يرمز اليه بأنه مرعى أخضر شاسع حيث يقود فيليس الأرواح، بوابة الناف يحرسها التنين السلافي (زمي)، كما يعتقدون بالغالب أن الإلهام لفكرة جاف براف والناف من كتاب فيليس.

## انظر إلى
- مافكا
- روسالكا
- فيراج